# ستيف ونايت (موسيقي)
ستيف ونايت (بالإنجليزية: Steve Knight)‏ هو موسيقي أمريكي، ولد في 12 مايو 1935 في نيويورك في الولايات المتحدة، وتوفي في 18 يناير 2013 في Riverdale, Bronx ‏ في الولايات المتحدة.

## وصلات خارجية
- ستيف ونايت على موقع ميوزك برينز (الإنجليزية)
- ستيف ونايت على موقع ديسكوغز (الإنجليزية)